# NGC 2626
NGC 2626 هي مجرة تتبع كوكبة الشراع. اكتشفها جون هيرشل في 2 يناير 1835.

## روابط خارجية
- NGC 2626 على موقع ويكي سكاي: DSS2, SDSS, GALEX, IRAS, Hydrogen α, X-Ray, Astrophoto, Sky Map, Articles and images